# Lex Frisionum

Romano-germain
Droit du haut Moyen Âge
Lex Frisionum, le « Code de loi des Frisons », a été enregistré en latin sous le règne de Charlemagne, après 785, lorsque la conquête franque de la Frise a été achevée à la suite de la défaite finale du chef rebelle saxon Widukind. Le code de loi couvre la région des Frisons. Ceux-ci étaient divisés en quatre classes juridiques (nobles, les hommes libres, les serfs et les esclaves), auxquelles s'appliquait la loi ainsi que les différentes amendes fixes en fonction des transgressions. Le clergé n'est pas mentionné dans le Lex Frisionum car il n'est pas soumis au droit civil. 
Les Frisons ont reçu le titre d'homme libre et ont été autorisés à choisir leur propre podestat ou gouverneur impérial. Dans la Lex Frisionum, trois districts de Frise sont clairement distingués : la loi régit toute la Frise, mais la Frise occidentale "entre Zwin et Vlie " et la Frise orientale "entre Lauwers et Weser " ont certaines dispositions exceptionnelles. 
Lors du partage de Verdun en 843, toute la Frise est devenue une partie de la Lotharingie ; au traité de Meersen (870), elle fut brièvement divisée entre les royaumes des Francs de l'Est (Austrasie) et des Francs de l'Ouest (Neustrie), mais, en 808, tout le pays fut réuni dans l'Austrasie. 
Les vingt-deux premiers chapitres de la Lex Frisionum sont entièrement consacrés aux barèmes des amendes (compositio) et au wergeld, des indemnisations dues aux victimes ou à leurs proches, prévues en fonction des classes sociales de l'auteur et de la victime. Fait notable, l'amende pour le meurtre d'une femme était exactement la même que pour un homme du même rang. C'est une caractéristique du droit frison qui le relie au droit anglo-saxon et se distingue de tous les autres codes allemands. 
Onze autres chapitres contiennent les « suppléments des sages » (Additio sapientum), dix sous- titres des jugements de Wiemar et de Saxmund dont on ne sait rien, ainsi que des sections du Lex Thuringorum (« Code de la loi des Thuringiens ») pour couvrir des cas non couverts auparavant. 
La défense d'un noble consistait à rassembler un certain nombre de « prêteur de serment » prêts à jurer que le crime n'avait pas été commis dans le cadre d'une compurgation. 
La seule ordalie mentionnée (deux fois) dans le Lex Frisionum est l'épreuve par l'eau bouillante. Une pierre devait être retirée d'un chaudron bouillonnant. Si les cloques étaient guéries en trois jours, l'homme était innocent. 

## Transmission
À partir de motifs numismatiques qui s'inspirent des montants des amendes (compositio) et du wergeld, les lois de la Lex Frisionum datent, au plus tard, de la première moitié du VIIe siècle . 
Il n'y a aucun manuscrit qui nous est parvenu. Le seul témoignage à son propos est la plus ancienne version imprimée, celle de Heinrich Petri de Bâle de 1557 issue de la compilation de des lois germaniques de l'époque de Charlemagne par Joannis Basilius Herold (Originum ac Germanicarum Antiquitatum Libri...). Mais se pose la question de ses sources et de leur déformation. Seule, la page de titre de son édition indique que le matériel a été tiré de la bibliothèque (maintenant dispersée) du monastère de Fulda . 
La version que nous avons est apparemment un brouillon, conservant toujours des  éléments païens qui auraient sans doute été édités dans la version finale et que Charlemagne envisageait apparemment d'assembler pour chacun des peuples germaniques de son empire. 

## Voir également
- Première loi germanique